# 아이 킬드 마이 마더
《아이 킬드 마이 마더》(프랑스어: J'ai tué ma mère, 영어: I Killed My Mother →나는 어머니를 죽였다)는 2009년 공개된 캐나다의 드라마 영화이다. 그자비에 돌란의 감독 데뷔작으로 각본과 배우도 맡았다. 2009년 칸 영화제 감독 주간에 초청되어 3관왕을 차지하며 국제적으로 주목을 받았다.

## 출연

### 주연
- 그자비에 돌란 - 위베르 역
- 안 도르발 - 샹탈 레밍 역, 위베르의 어머니

### 조연
- 쉬잔 클레망 - 쥘리 클루티에 역, 위베르의 선생
- 프랑수아 아르노 - 앙토냉 역, 위베르의 남자친구
- 닐스 슈네데르 - 에리크 역, 기숙학교생
- 파트리시아 튈란 - 엘렌 랭보 역, 앙토냉의 어머니
- 피에르 샤뇽 - 리샤르 미넬 역, 위베르의 아버지
- 모니크 스파지아니 - 드니즈 역, 샹탈의 친구
- 브누아 구앵 - 교장 나도 역, 기숙학교 교장

## 기타
- 조감독: 프랑스 부드로
- 미술: 아네트 벨레
- 세트 장식: 아네트 벨레
- 특수효과: 리알 코스그로브
- 컬러리스트: 마르탱 리프만
- 의상: 그자비에 돌란
- 의상: 니콜 펠티에